# برايا

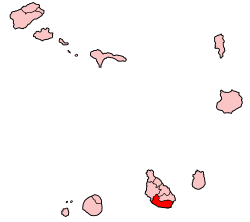
برايا

برايا عاصمة الرأس الأخضر وتعني بالبرتغالية «الشاطئ» يُقدر سكانها بحوالى 113,664(2005) وتقع في جزيرة سانتيجو عند أرخبيل سوتافينتو (Sotavento) حيث يوجد بها ميناء للمراكب وواحد من مطاري الرأس الأخضر الدوليين وتعتبر من أكبر مدن الدولة ومركزها التجاري وميناء شحن القهوة وقصب السكر والفواكه الاستوائية ويوجد بها العديد من المنتجعات السياحية.

## تعداد السكان التاريخي
| السنة         | التعداد |
| ------------- | ------- |
| 23 يونيو 1990 | 61,644  |
| 16 يونيو 2000 | 94,575  |
| 2003          | 101,000 |
| 1 يناير 2005  | 113,664 |

## الأبرشيات
- معمدانية ساو جو (São João Baptista)
- نوزا سينورا دا جراتسى (Nossa Senhora da Graça)
- سانتيسيمو نومي دي جيزاس (Santíssimo Nome de Jesus)

## الفرق الرياضية
المنشآت الرياضية
استاد دا فازيرا (Estádio da Varzea) حيث يلعب كلاً من سبورتنج، بوافيستا وترافادورس
كرة السلة
- فريق ايه بي سي
- فريق سبورتنج

كرة القدم
- اكاديميكا (Académica)
- بوافيستا (Boavista)
- برايا رورال (Praia Rural)
- سبورتنج (Sporting Clube da Praia -)
- تشادنسى (Tchadense)
- سي دى ترافادورس (CD Travadores)

## نبذة عن العاصمة برايا
تقع العاصمة برايا في أكبر جزيرة في الدولة في جنوبها الشرقي.وتطل العاصمة على حوض داخلي توجد في غربة جزيرة سانتا ماريا Santa Maria Island وفي شرق الحوض ميناء برايا.وتحتوي العاصمة على عدد من الأحياء ويوجد بها مستشفى كبير وبالنسبة للمطار فهو ليس ببعيد عن برايا ويقع في شمالها الشرقي، وتحتوي سواحلها على عدد من الرؤوس البحرية وشواطئها شبه وعرة.

## توأمة
لبرايا اتفاقيات توأمة مع كل من:
- كورفيرا دي أستورياس
- بيساو
- لشبونة
- فونشال
- فارو
- ماكاو
- أويرس
- ريو دي جانيرو
- لاس بالماس دي غران كناريا

## أعلام
- ناني
- غيلسون فيرنانديز
- إلفيس ماسيدو بابانكو
- أودير فورتيس
- أنطونيو ماسكارينهاس مونتيرو
- جيسلون مارتينز

## معرض صور

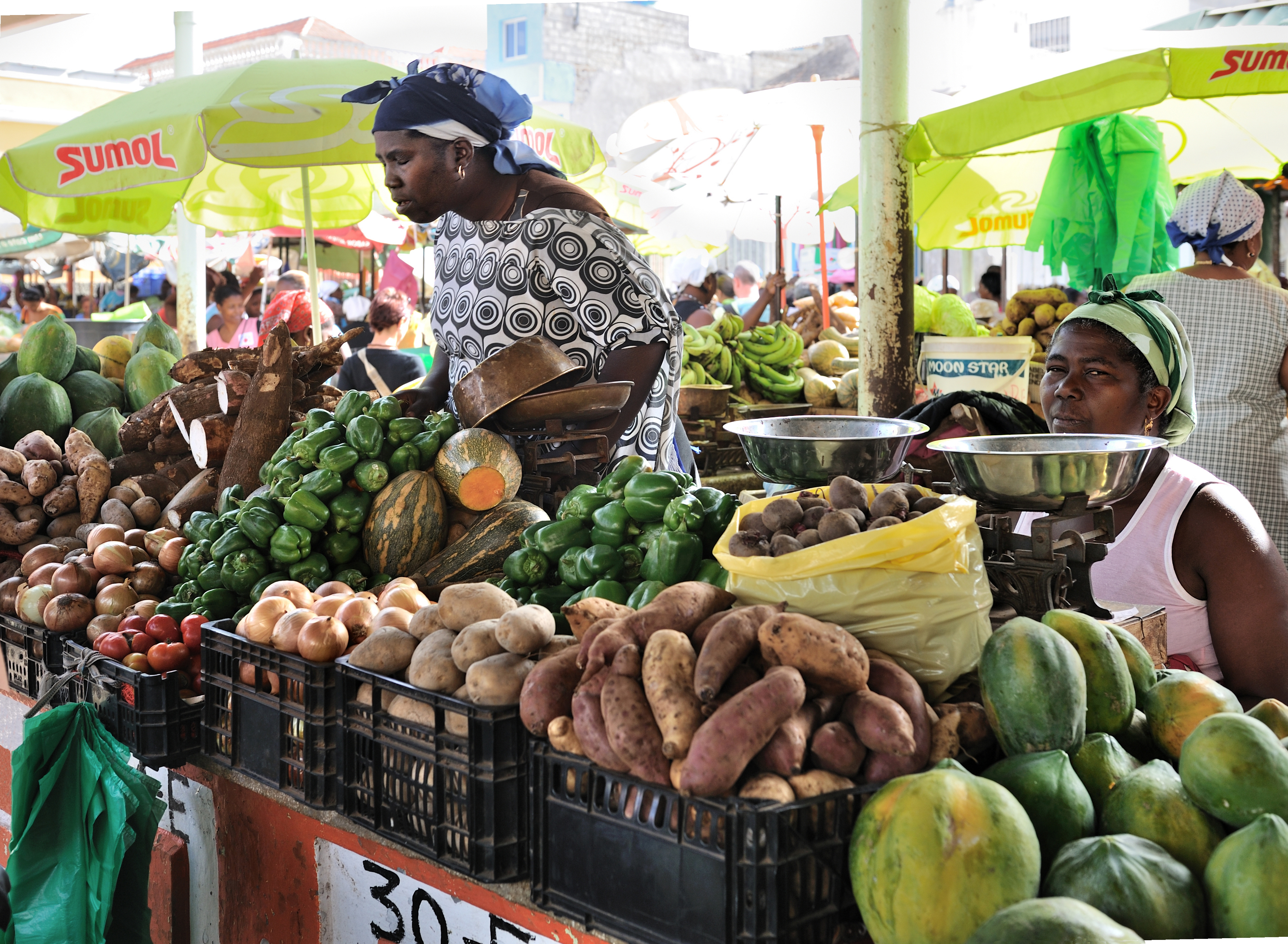
سوق خضار في برايا